# Thierry Robin
Thierry Robin (født 1958 i Damery, Marne) er en fransk manuskriptforfatter, tegner og farvelægger af tegneserier.
Som 16-årig startede han på Kunstskolen i Reims, hvor han specialiserede sig i tegnefilm. 
Han startede med at tegne til forskellige blade som Triolo og Mikado, og forskellige reklametegninger. Han udførte et stort arbejde med 
reklametegning for det franske postvæsen i samarbejde med Lewis Trondheim, som han delte atelier med. I 1995 grundlagde han atelieret Entropie sammen med Stéphane Servain, Pierre-Yves Gabrion og Bertrand Antigny.
Hans inspiration får han blandt andet fra sine mange rejser til Kina, Japan og Indien, men også fra tyske stumfilm (specielt Fritz Lang, som han hylder i fjerde del af Koblenz), og belgisk art nouveau.
Hans arbejder dykker ofte ned i menneskesjælen og arbejder konstant med konfrontationen mellem fantasi og virkelighed.